# 3호 전차
3호 전차(독일어: Panzerkampfwagen III 판처캄프바겐 드라이[*], 약칭 Panzer III)는 제2차 세계대전 당시 개발하고 사용했던 나치 독일의 중형 전차이다.
3호 전차는 본래 대전차형 주력 전차로 계획되었으나 빠르게 구형화되어 4호 전차에게 자리를 물려주고 생산이 중단되었으나, 몇몇 3호 전차들은 제2차 세계대전 말까지 보병의 지원을 위해 사용되었다. 이후 제2차 세계 대전의 종전 후, 시리아는 독일의 3호 돌격포를 수입하여 6일 전쟁 동안 사용했다. 그리고 현재 골란고원(현재는 이스라엘의 영토이지만 과거에는 시리아의 영토)에 가보면 3호 돌격포들의 차체들이 녹슨 채로 남아있다.

## 역사
1934년부터 대전차전을 위한 신형 중형전차의 개발이 시작되면서 다임러-벤츠, MAN, 크루프, 라인메탈이 각각의 설계와 시제품을 선보였다. 당시로서는 최신식의 토션바 서스펜션을 장착한 다임러-벤츠의 설계가 3호 전차로서 채택되어 1937년 생산이 시작되었으며, 향후 독일군의 주력 전차의 역할이 기대되었고 개발 당시에는 가장 강력한 전차중 하나였다. 3.7 cm KwK 36 L/45 전차포를 탑재했고, 설계 시부터 5cm 전차포로의 개량을 고려하여 여유를 두고 있었으나, 동부 전선의 개전과 함께 소련군의 T-34 등의 중형전차와 마주치게 되면서 5 cm KwK 38 L/60 전차포를 탑재하기 시작했음에도 불구하고 KV-1 등에 대해서는 여전히 역부족이었다. 1942년에는 7.5 cm KwK 40 L/43과 7.5 cm KwK 40 L/48 주포가 개발되었으나, 3호 전차의 좁은 포탑에는 장착할 수 없었다. 3호 전차의 개량이 한계에 달하고 4호 전차, 3호 돌격포, 마르더 3 등의 전차에 대전차 화력이 보다 강력한 7.5 cm KwK 40 L/48 전차포가 탑재되자, 대신 이들이 대전차전을 맡게 되었다. 1942년에 생산이 시작된 최종형인 3호 전차 N형은 7.5 cm KwK 37 L/24 전차포를 탑재하여 대전차용이 아닌, 근접지원 용도로서 1943년까지 생산되었고, 그후 3호 돌격포 생산을 위한 차체만이 생산되었다. 이후 종전까지 총 10000대의 3호 돌격포가 생산되었다.

## 대중 매체에서

### 비디오 게임
- 월드 오브 탱크
- 월드 오브 탱크 블리츠
- 워썬더

## 같이 보기
- 3형 보병전차 밸런타인
- M3 리
- T-34